# Vilanòva de Berg
Vilanòva de Berg (en francès Villeneuve-de-Berg) és un municipi francès situat al departament de l'Ardecha i a la regió d'Alvèrnia-Roine-Alps. L'any 2007 tenia 2.858 habitants.

## Demografia

### Població
El 2007 la població de fet de Villeneuve-de-Berg era de 2.858 persones. Hi havia 1.044 famílies de les quals 366 eren unipersonals (149 homes vivint sols i 217 dones vivint soles), 311 parelles sense fills, 284 parelles amb fills i 83 famílies monoparentals amb fills.
La població ha evolucionat segons el següent gràfic:
Habitants censats

### Habitatges
El 2007 hi havia 1.523 habitatges, 1.058 eren l'habitatge principal de la família, 358 eren segones residències i 107 estaven desocupats. 1.007 eren cases i 344 eren apartaments. Dels 1.058 habitatges principals, 596 estaven ocupats pels seus propietaris, 414 estaven llogats i ocupats pels llogaters i 48 estaven cedits a títol gratuït; 10 tenien una cambra, 107 en tenien dues, 250 en tenien tres, 307 en tenien quatre i 383 en tenien cinc o més. 619 habitatges disposaven pel capbaix d'una plaça de pàrquing. A 523 habitatges hi havia un automòbil i a 381 n'hi havia dos o més.

### Piràmide de població
La piràmide de població per edats i sexe el 2009 era:
| Homes | Edats   | Dones |
| ----- | ------- | ----- |
| 0     | 95 o +  | 16    |
| 12    | 90 a 94 | 84    |
| 32    | 85 a 89 | 100   |
| 32    | 80 a 84 | 48    |
| 68    | 75 a 79 | 100   |
| 36    | 70 a 74 | 100   |
| 64    | 65 a 69 | 24    |
| 44    | 60 a 64 | 60    |
| 68    | 55 a 59 | 52    |
| 104   | 50 a 54 | 88    |
| 72    | 45 a 49 | 68    |
| 60    | 40 a 44 | 64    |
| 76    | 35 a 39 | 76    |
| 68    | 30 a 34 | 64    |
| 80    | 25 a 29 | 88    |
| 32    | 20 a 24 | 32    |
| 64    | 15 a 19 | 64    |
| 84    | 10 a 14 | 72    |
| 56    | 5 a 9   | 64    |
| 56    | 0 a 4   | 56    |

## Economia
El 2007 la població en edat de treballar era de 1.683 persones, 1.126 eren actives i 557 eren inactives. De les 1.126 persones actives 975 estaven ocupades (502 homes i 473 dones) i 150 estaven aturades (78 homes i 72 dones). De les 557 persones inactives 172 estaven jubilades, 164 estaven estudiant i 221 estaven classificades com a «altres inactius».

### Ingressos
El 2009 a Villeneuve-de-Berg hi havia 1.037 unitats fiscals que integraven 2.441 persones, la mediana anual d'ingressos fiscals per persona era de 16.857 €.

### Activitats econòmiques
Dels 149 establiments que hi havia el 2007, 2 eren d'empreses extractives, 4 d'empreses alimentàries, 8 d'empreses de fabricació d'altres productes industrials, 19 d'empreses de construcció, 36 d'empreses de comerç i reparació d'automòbils, 6 d'empreses de transport, 15 d'empreses d'hostatgeria i restauració, 2 d'empreses d'informació i comunicació, 7 d'empreses financeres, 5 d'empreses immobiliàries, 20 d'empreses de serveis, 18 d'entitats de l'administració pública i 7 d'empreses classificades com a «altres activitats de serveis».
Dels 46 establiments de servei als particulars que hi havia el 2009, 1 era una oficina d'administració d'Hisenda pública, 1 gendarmeria, 1 oficina de correu, 2 oficines bancàries, 1 funerària, 3 tallers de reparació d'automòbils i de material agrícola, 1 taller d'inspecció tècnica de vehicles, 9 paletes, 3 guixaires pintors, 3 fusteries, 1 lampisteria, 1 electricista, 1 empresa de construcció, 3 perruqueries, 1 veterinari, 9 restaurants, 3 agències immobiliàries i 2 salons de bellesa.
Dels 12 establiments comercials que hi havia el 2009, 1 era un supermercat, 1 una botiga de menys de 120 m², 3 fleques, 2 carnisseries, 1 una botiga de material esportiu, 2 drogueries i 2 floristeries.
L'any 2000 a Villeneuve-de-Berg hi havia 24 explotacions agrícoles que ocupaven un total de 1.404 hectàrees.

## Equipaments sanitaris i escolars
El 2009 hi havia 1 hospital de tractaments de curta durada, 1 hospital de tractaments de mitja durada (seguiment i rehabilitació), 1 un hospital de tractaments de llarga durada, 1 farmàcia i 1 ambulància.
El 2009 hi havia 1 escola maternal i 2 escoles elementals. Villeneuve-de-Berg disposava d'un col·legi d'educació secundària amb 344 alumnes.

## Poblacions més properes
El següent diagrama mostra les poblacions més properes.